# Carolyn Hennesy

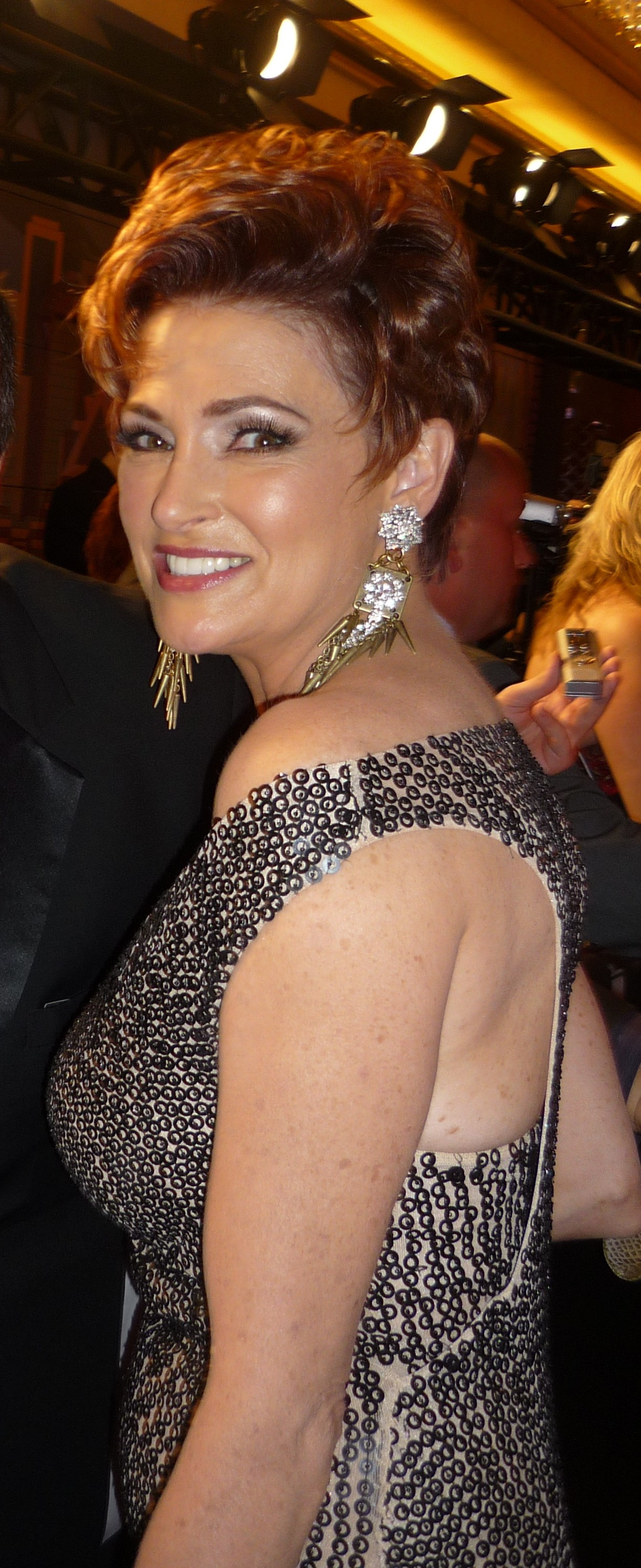
Hennesy 2010 bei den Daytime Emmy Awards

Carolyn Hennesy (* 10. Juni 1962 in Los Angeles, Kalifornien) ist eine US-amerikanische Schauspielerin und Autorin.

## Leben
Hennesy ist eine Tochter des Artdirektors und Oscar-Gewinners Dale Hennesy und Nichte von Schauspielerin Barbara Rush. Sie ist verheiratet mit dem Schauspieler Donal Agnelli. Sie studierte am American Conservatory Theater in San Francisco und am Royal Academy of Dramatic Art in London.
Hennesy spielte sowohl in Filmen als auch in Fernsehserien. So hatte sie Nebenrollen in Terminator 3 – Rebellion der Maschinen, Natürlich blond 2 und Klick. Sie verkörperte die Mrs. Valentine bei Dawson’s Creek und spielt momentan in den Serien General Hospital, Cougar Town und True Blood.
Hennesy betätigt sich seit 2008 als Autorin und schreibt eine Kinderbuchreihe, in der bisher vier Bücher erschienen sind. Hierbei geht es um das Leben der 13-jährigen Titelfigur Pandora.

## Filmografie

### Filme
- 1992: I Don’t Buy Kisses Anymore
- 1993: Ihr Gewissen (Lightning in a Bottle)
- 1995: Angriff der Killerbienen (Deadly Invasion: The Killer Bee Nightmare, Fernsehfilm)
- 2001: Codename – Elite (The Elite)
- 2002: Surprise (Kurzfilm)
- 2002: Global Effect – Am Rande der Vernichtung (Global Effect)
- 2002: Engaging Peter
- 2003: Wave Babes
- 2003: Recipe for Disaster (Fernsehfilm)
- 2003: Terminator 3 – Rebellion der Maschinen (Terminator 3: Rise of the Machines)
- 2003: Natürlich blond 2 (Legally Blonde 2: Red, White & Blonde)
- 2004: Appleseed (アップルシ－ド, Stimme)
- 2004: The Second Degree
- 2005: The Heat Chamber
- 2005: Off the Hook (Kurzfilm)
- 2006: Outta Sync
- 2006: Bambi 2 – Der Herr der Wälder (Bambi II, Stimme)
- 2006: Gespräche mit Gott (Conversations with God)
- 2006: Klick (Click)
- 2006: The Emerald Sun (Kurzfilm)
- 2007: Sublime
- 2007: Feeding (Kurzfilm)
- 2007: Cougar Club
- 2007: Believers
- 2007: Til Death Does His Part (Kurzfilm)
- 2008: Little Miss CEO (Fernsehfilm)
- 2008: Boob Jobs & Jesus (Kurzfilm)
- 2008: Mother Goose Parade (Fernsehfilm)
- 2008: Yes (Kurzfilm)
- 2008: Shattered!
- 2008: Necessary Evil
- 2009: Half Truth (Kurzfilm)
- 2009: Scream of the Bikini
- 2009: It’s Not Me, It’s You (Kurzfilm)
- 2010: Better People (Fernsehfilm)
- 2010: Annie in the Aisle of Irma (Kurzfilm)
- 2011: I Love You Like Crazy (Kurzfilm)
- 2011: Happy Hour (Kurzfilm, Stimme)
- 2012: Xander Cohen
- 2013: Obituary Burglars (Kurzfilm)
- 2014: Hybrids
- 2014: R.L. Stine’s – Darf ich vorstellen – Meine Geisterfreundin (Mostly Ghostly: Have You Met My Ghoulfriend?)
- 2014: Platinum the Dance Movie
- 2015: A Deadly Adoption
- 2015: Mothers of the Bride
- 2015: Xander Cohen
- 2015: You’re Killing Me

### Fernsehserien
- 1993: Die Verschwörer (Dark Justice, Folge 3x08)
- 1995: Grace (Grace Under Fire, Folge 2x26)
- 1995–1996: Night Stand (2 Folgen)
- 1997: Überflieger (Wings, Folge 8x14)
- 1997: Party of Five (Folge 3x22)
- 1997: The Naked Truth (Folge 3x06)
- 1997–1998: Jenny (5 Folgen)
- 1998: Applaus! Applaus! (Encore! Encore!, Folge 1x06)
- 1999: Thanks (Folge 1x02)
- 1999: Irgendwie L.A. (It’s Like, You Know…, Folge 1x01)
- 1999–2004: Die wilden Siebziger (That ’70s Show, 3 Folgen)
- 2000: Moesha (Folge 5x12)
- 2000–2001: Dawson’s Creek (7 Folgen)
- 2001: Irgendwie L.A. (It’s Like, You Know…, 1 Folge)
- 2001: Strip Mall (Folge 1x13)
- 2001: Reba (Folge 1x07)
- 2002: Alabama Dreams (Any Day Now, Folge 4x19)
- 2002: Schatten der Leidenschaft (The Young and the Restless, Folge 1x7.351)
- 2002: Für alle Fälle Amy (Judging Amy, Folge 3x24)
- 2002: Ghost in the Shell: Stand Alone Complex (攻殻機動隊 STAND ALONE COMPLEX, Stimme)
- 2002: Bram and Alice (Folge 1x04)
- 2003: The Big O (6 Folgen, Stimme)
- 2003: Half & Half (Folge 1x18)
- 2003: Hallo Holly (What I Like About You, Folge 2x03)
- 2004: Significant Others (Folge 1x06)
- 2005: Barbershop (Folge 1x08)
- 2006: Girlfriends (Folge 6x12)
- 2006: Welcome, Mrs. President (Commander in Chief, Folge 1x12)
- 2006: Drake & Josh (Folge 4x07)
- 2007: General Hospital: Night Shift (Folge 1x10)
- seit 2007: General Hospital
- 2009: Penny Dreadful (2 Folgen)
- 2009–2012: Cougar Town (24 Folgen)
- 2010–2011: Everyone Counts (4 Folgen)
- 2011: Shameless (Folge 1x09)
- 2011: Once Upon a Time – Es war einmal… (Once Upon a Time, Folge 1x05)
- 2011: Cougar Town: Andy’s Dreams
- 2011–2015: Jessie (12 Folgen)
- 2012: Bucket & Skinner (Bucket & Skinner’s Epic Adventures, Folge 1x14)
- 2012: True Blood (10 Folgen)
- 2012: MotherLover (6 Folgen)
- 2013: Anger Management (Folge 2x02)
- 2013: The Middle (Folge 4x16)
- 2013: Ray Donovan (Folge 1x05)
- 2013: Single Siblings (2 Folgen)
- 2013: Lipstick Jones
- 2014: Acting Dead (2 Folgen)
- 2014: Devious Maids – Schmutzige Geheimnisse (Devious Maids, Folge 2x11)
- 2014–2015: Revenge (5 Folgen)
- 2015: These People (Folge 1x06)
- 2022: Navy CIS (Folge 20x07)

### Videospiele
- 2000: Casper: Friends Around the World
- 2001: Star Trek: Away Team (Stimme)
- 2002: Star Trek: Bridge Commander (Stimme)
- 2002: Galerians: Ash (Stimme)
- 2002: .hack//Osen kakudai vol. 1 (Stimme)
- 2002: .hack//Akusei heni vol. 2 (Stimme)
- 2002: .hack//Shinshoku osen vol. 3 (Stimme)
- 2003: .hack//Zettai houi vol. 4 (Stimme)
- 2005: Tales of Legendia (Stimme)
- 2007: Golden Axe: Beast Rider (Stimme)
- 2007: Ghost Rider (Stimme)
- 2010: Metro 2033

## Werke
- 2008: Pandora Gets Jealous
- 2008: Pandora Gets Vain
- 2009: Pandora Gets Lazy
- 2010: Pandora Gets Heart

## Auszeichnungen und Nominierungen
- 2010: Daytime-Emmy-Award-Nominierung als Beste Nebendarstellerin in einer Dramaserie für General Hospital